# Gordon Gollob
 (juin 2021).
Gordon M. Gollob (16 juin 1912 à Vienne - 8 septembre 1987 à Sulingen) est un pilote de chasse allemand d'origine autrichienne et un as de l'aviation dans la Luftwaffe de 1938 à 1945. Il est crédité de 150 victoires aériennes, dont 144 enregistrées sur le Front de l'Est. Il participe à plus de 340 missions de combat. Il succède à Adolf Galland à la tête de la chasse allemande en janvier 1945.
Il devint General der Jagdflieger et fut l'un des 27 récipiendaires de la croix de chevalier de la croix de fer avec feuilles de chêne, glaives et brillants. La croix de chevalier de la croix de fer et ses grades supérieurs (feuilles de chêne, glaives et diamants) sont décernés pour reconnaître la bravoure extrême ou un commandement militaire avec succès sur le champ de bataille.
Il est le premier as de l'histoire à avoir été crédité de 150 victoires aériennes.

## Biographie

### Jeunesse
Gollob est né à Vienne le 16 juin 1912. En 1933, il rejoint la Bundesheer autrichienne comme élève-officier et, l'année d'après, il termine sa formation de pilotage. En 1936, il commande une unité de formation de pilotage, l'A Schulstaffel. Lorsque l'Autriche est annexée par l'Allemagne en 1938, Gollob rejoint la Luftwaffe avec le grade de Oberleutnant (lieutenant). Le 15 mars 1939, Gollob obtient le commandement de la III./Zerstörergeschwader 76 (ZG 76) volant sur les bimoteurs Messerschmitt Bf 110.

### Seconde Guerre mondiale
La ZG 76 est stationnée aux frontières de la Pologne et prend part au Fall Weiß (plan blanc), l'invasion de la Pologne du 1er septembre 1939. C'est en Pologne que Gollob obtient ses premières victoires, et il remporte d'autres succès quand la ZG 76 prend part à la bataille de la baie Helgoland.
Le 8 avril 1940, Gollob est nommé Staffelkapitän du 3./ZG 76. L'unité participe à l'opération Weserübung et Gollob engrange deux victoires de plus au-dessus de la Norvège. Plus tard, la même année, Gollob abat un Spitfire pendant la bataille d'Angleterre. Il est ensuite transféré comme chasseur de nuit puis affecté à la formation du II./Jagdgeschwader 3 (JG 3) le 7 septembre. La JG 3 est alors stationné sur le front de la Manche et voit beaucoup d'action. Le 9 octobre, Gollob est nommé Staffelkapitän de la 4./JG 3.
En 1941, l'unité est transférée à l'Est pour prendre part à l'opération Barbarossa, le nom de code de l'invasion allemande de l'Union soviétique pendant la Seconde Guerre mondiale. Quelques jours après que l'invasion a commencé, le 27 juin, Gollob est nommé Gruppenkommandeur du II./JG 3, et promu au grade de Hauptmann (capitaine). Contre la faiblesse des forces aériennes soviétiques, Gollob obtient un succès considérable, abattant 18 avions ennemis durant le seul mois d'août. Le 18 septembre, il reçoit la croix de chevalier de la croix de fer pour ses 42 victoires. En octobre, il réalise un impressionnant score de 37 victoires, dont 9 en la seule journée du 18 octobre. Le 26 octobre, il reçoit les Feuilles de chêne, après avoir atteint 85 victoires. En décembre, Gollob est retiré du service en première ligne pour être transféré dans une unité de test afin d'aider à l'élaboration de la prochaine version du Messerschmitt Bf 109.
Après un bref passage à la Stabschwarm (État-major) de la Jagdgeschwader 54 (JG 54), Gollob, devenu Major, prend le commandement de la Jagdgeschwader 77 (JG 77) en tant que Geschwaderkommodore le 16 mai 1942. La JG 77 a pour objectif de soutenir les durs combats sur le détroit de Kertch sur la péninsule de Crimée. La JG 77, menée par des experts célèbres comme Gollob et Heinrich Bär, leader du I./JG 77, domine l'espace aérien au-dessus de la zone de Kertch-Taman. Une rivalité acharnée s'engage entre Gollob et Bär, chacun s'efforçant de surpasser l'autre. Le 20 mai Gollob atteint sa 100e victoire. Le 23 juin, il reçoit les épées de sa croix de chevalier, après que son total de victoire soit passé à 107. Deux mois plus tard seulement, il atteint 150 victoires, devenant le pilote de la Luftwaffe avec le plus haut score jamais atteint alors. Pour cela, il reçoit les Diamants à sa Ritterkreuz le 29 août, seuls 3 autres militaires ayant obtenu un tel honneur.
Un pilote anonyme de la JG 77 décrit des méthodes de Gollob :
« Gollob volait à partir de Kertch en collaboration avec son ailier. Ils se sont positionnés à basse altitude au-dessous d'une formation russe. Puis ils ont commencé à grimper en spirales, en maintenant soigneusement leur position sous la formation ennemie. Avant que les Russes ne soupçonnent tout méfait, les deux avions en arrière de la formation avaient été abattus et les deux Allemands étaient déjà partis. »

#### Haut Commandement
Le 1er octobre 1942, maintenant au grade d'Oberst, Gollob est affecté au personnel de la Jagdfliegerführer 3 sur le front de la Manche et, le 15 octobre, il est nommé Jagdfliegerführer 5, étant responsable du commandement de combat tactique dans le nord-ouest de la France.
En avril 1944, Gollob est transféré à l'état-major personnel du General der Jagdflieger Adolf Galland, pour conseiller le développement des projets d'avions à réaction. En raison de désaccords et d'incompatibilités de caractère, Galland le limoge. Gollob est alors transféré en septembre au Kommando der Erprobungstellen ou Quartier Général des unités de test. En novembre, il est nommé commandant de la Jäger-Sonderstab - ou commandos spéciaux de combat - pour l'offensive des Ardennes. En janvier 1945 enfin, il est nommé General der Jagdflieger, à la suite du limogeage de Galland par l'Oberkommando der Luftwaffe (OKL) après la coûteuse opération Bodenplatte.

#### Controverse
Gollob a été un ardent nazi, et a souvent été mal perçu par ses camarades pilotes. Johannes Steinhoff a déclaré à propos de Gollob dans une interview d'abord imprimé dans le magazine World War 2 Magazine en février 2000 :
« Eh bien, je vais dire cela, alors je ne dirai rien d'autre au sujet de Gollob. Les pertes ont explosé sous son commandement  partout où il allait, tout comme Göring pendant la Première Guerre mondiale. Il a placé des chefs dans le commandement des unités non en raison de leur compétence, mais en raison de leur loyauté envers le parti nazi, qui ont été très peu dans la Jagdwaffe.  »
Gollob a été considéré comme un pilote compétent, mais un chef médiocre en raison de son empressement à impressionner ses supérieurs et son esprit concurrentiel malsain.

### Après la guerre
Après avoir été libéré de captivité après la capitulation, Gollob refait sa vie en tant que contributeur à des magazines d'aéronefs et à des conférences. En 1948, il devient président de la Fédération des Indépendants en Autriche. À partir de 1951, il commence à travailler pour une entreprise qui fabrique des moteurs et des véhicules.
Il a eu deux fils et une fille avec sa femme. Gollob meurt à Sulingen, Diepholz en Basse-Saxe, le 7 septembre 1987.

## Décorations
- Insigne de combat de la Luftwaffe en Or avec fanion "300"
- Ehrenpokal der Luftwaffe (Trophée d'honneur de la Luftwaffe) (21 juillet 1941)[3]
- Insigne de pilote-observateur en Or avec diamants
- Insigne de Crimée
- Croix de fer (1939)
  - 2e classe (21 septembre 1939)
  - 1re classe (13 juin 1940)
- Croix de chevalier de la croix de fer avec feuilles de chêne, glaives et brillants
  - Croix de chevalier le 18 septembre 1941 en tant que Hauptmann et Gruppenkommandeur de la II./JG 3[4]
  - 38e feuilles de chêne le 26 octobre 1941 en tant queHauptmann et Gruppenkommandeur de la II./JG 3[4]
  - 13e glaives le 23 juin 1942 en tant que Hauptmann et Geschwaderkommodore de la JG 77[4]
  - 3e brillants le 30 août 1942 en tant que Major et Geschwaderkommodore de la JG 77[4]
- Mentionné 3 fois dans la revue Wehrmachtbericht (25 novembre 1941, 20 juin 1942 et 31 août 1942)